# بيسكوبيناتارو
بيسكوبيناتارو هي بلدية في مقاطعة إزرنية في منطقة مليزة بجنوب إيطاليا، وتقع على بعد حوالي 45 كيلومتر (28 ميل) شمال غرب كمبباسة وحوالي 30 كيلومتر (19 ميل) شمال إزرنية.